# Віденський модернізм

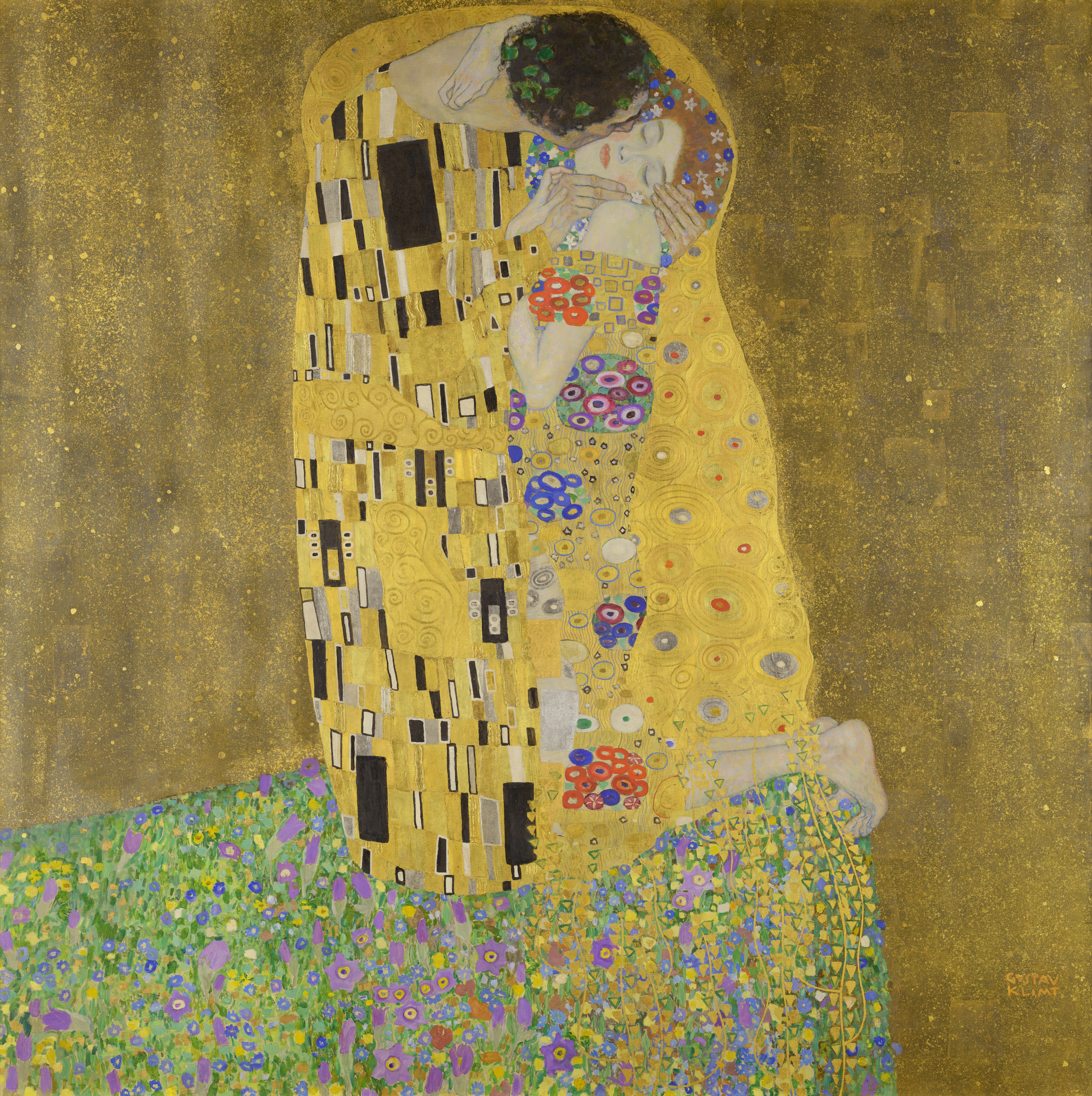
Поцілунок (Густав Клімт, 1907–1908)

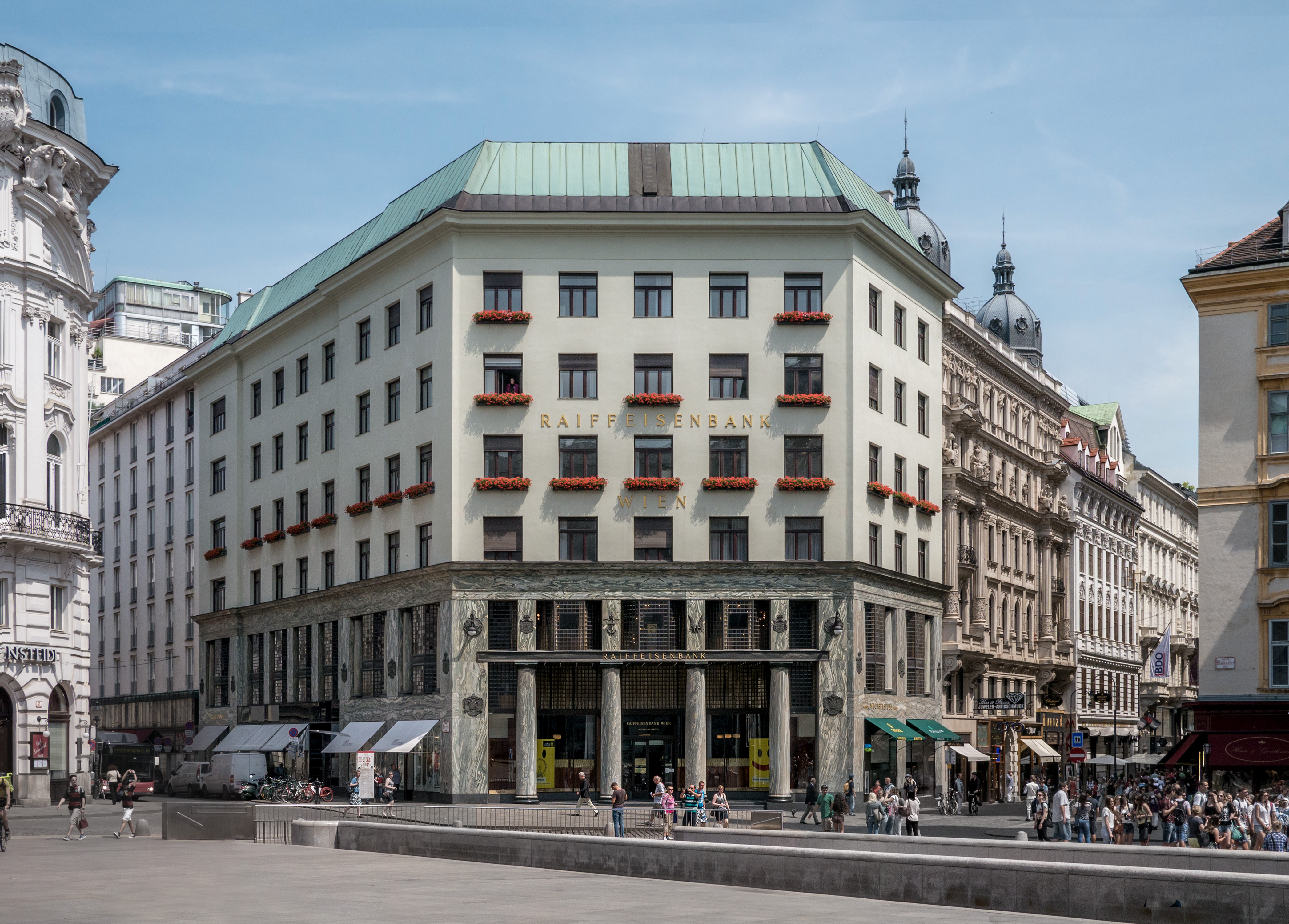
Лоосгаус Адольфа Лооса (1909)

Термін Віденський модернізм (німецькою "Die Wiener Moderne") стосується культурного життя австрійської столиці на зламі століть (приблизно з 1890 по 1910 рік ). Перед Першою світовою війною та наступним крахом Габсбурзької монархії Відень пережив значний розквіт у філософії, живописі, архітектурі, музиці та літературі, а також у математиці, медицині, економіці та праві . Термін «Відень біля 1900 року» або «Відень 1900» також використовується на міжнародному рівні.
Віденський модернізм виник як протитечія натуралізму і хотів досягти «мистецтва заради мистецтва» (фр. l’art pour l’art) тоді як натуралізм прагнув правдивого зображення реальних обставин. Результатом став стилістичний конгломерат, на який вплинули різноманітні, часом суперечливі тенденції кінця століття (fin de siècle) в Європі. Значними центрами модерну були Париж, Берлін, Санкт-Петербург і Мілан . Міжнародне відкриття та дослідження віденського модернізму почалося в 1970-х роках.

## Передумови та впливи
Консервативна католицька монархія Австро-Угорщини досягла свого піку та завершальної фази за правління імператора Франца Йосифа I. У той час як індустріалізація була порівняно повільною, великий адміністративний апарат домінував у країні, а національні конфлікти в багатонаціональній державі ставали все гострішими, центри імперії (Відень, Будапешт, Прага, Трієст, Загреб та інші) досягли найвищих тогочасних інтелектуальних здобутків в наслідок різних, часто суперечливих між собою, принципів, думок, наукових підходів і течій. Столиця Відень, яка приблизно в 1900 році налічувала понад 2 мільйони жителів, була плавильним казаном центральноєвропейських культур, оскільки тут збиралася економічна та інтелектуальна еліта .
Політичне життя у Відні було складним і напруженим. Розвинулися соціал-демократія ( Віктор Адлер ), сіонізм ( Теодор Герцль ) і австромарксизм ( Отто Бауер ). За його власними словами, мер Карл Люґер використовував публічний антисемітизм як політичну стратегію. У 1914 році 9 відсотків громадян Відня були євреями . Вони відігравали важливу роль у художній та науковій діяльності, наприклад , Карл Краус, Артур Шніцлер, Густав Малер, Арнольд Шьонберґ і Альфред Полгар були євреями.
У середовищі консервативної помпезності та прогресу художники зверталися до внутрішнього світу людини, всупереч натуралізму, котрий концентрувався на зовнішніх проявах життєдіяльності. В цей період відбувається уважний аналіз поняття еґо. Ернст Мах описав его як «непопране», «таке, що неможливо зберегти цілісним». Зв'язок між «я» і суспільством, «я» і світом більше не виправдовувався раціонально, а став очевидним на межі між мрією і дійсністю, між розумом і почуттям. Для сучасників «настрій» часто виражається більше, ніж можна виразити словами.
Імпорт ідей відбувався через прямі особисті стосунки між людьми, відданими авангарду . Фрідріх Ніцше та Ріхард Вагнер відіграли важливу роль у публічному дискурсі. Наприклад, літературний критик і письменник Германн Бар, котрий постійно їздив між Берліном і Віднем і тому сам постійно відчував зміни через вплив все нових ідей. Спочатку він був вагнерівцем і послідовником Бісмарка, потім марксистом, натуралістом, символістом, пізнішеекспресіоністом і, нарешті, консервативним католиком. Вирішальним для реалізації нових ідей віденського модерну (протистояння історизму в архітектурі та літературі) став 1897 рік із заснуванням Віденського сецесіону . Архітектор Адольф Лоос протягом усього свого життя залишався під впливом враженнь свого перебування в Сполучених Штатах з 1893 по 1896 рік, особливо в Чикаґо та Нью-Йорку .

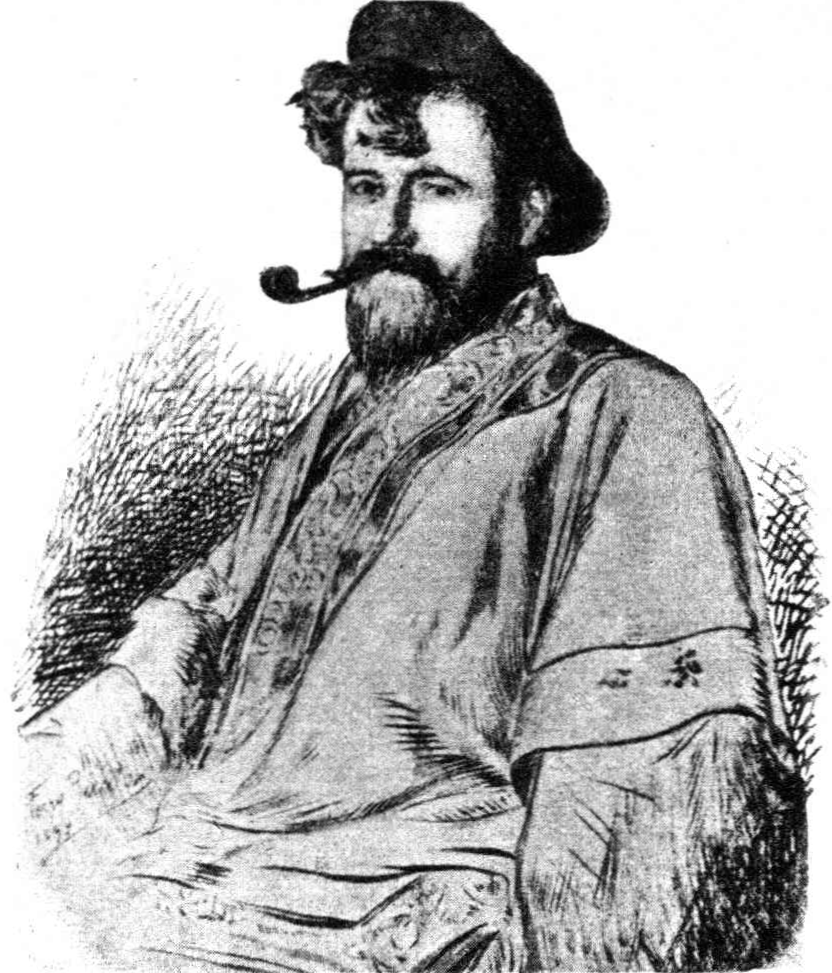
Герман Бар, наставник богеми кав'ярень, малюнок Феррі Бератона, 1893 рік

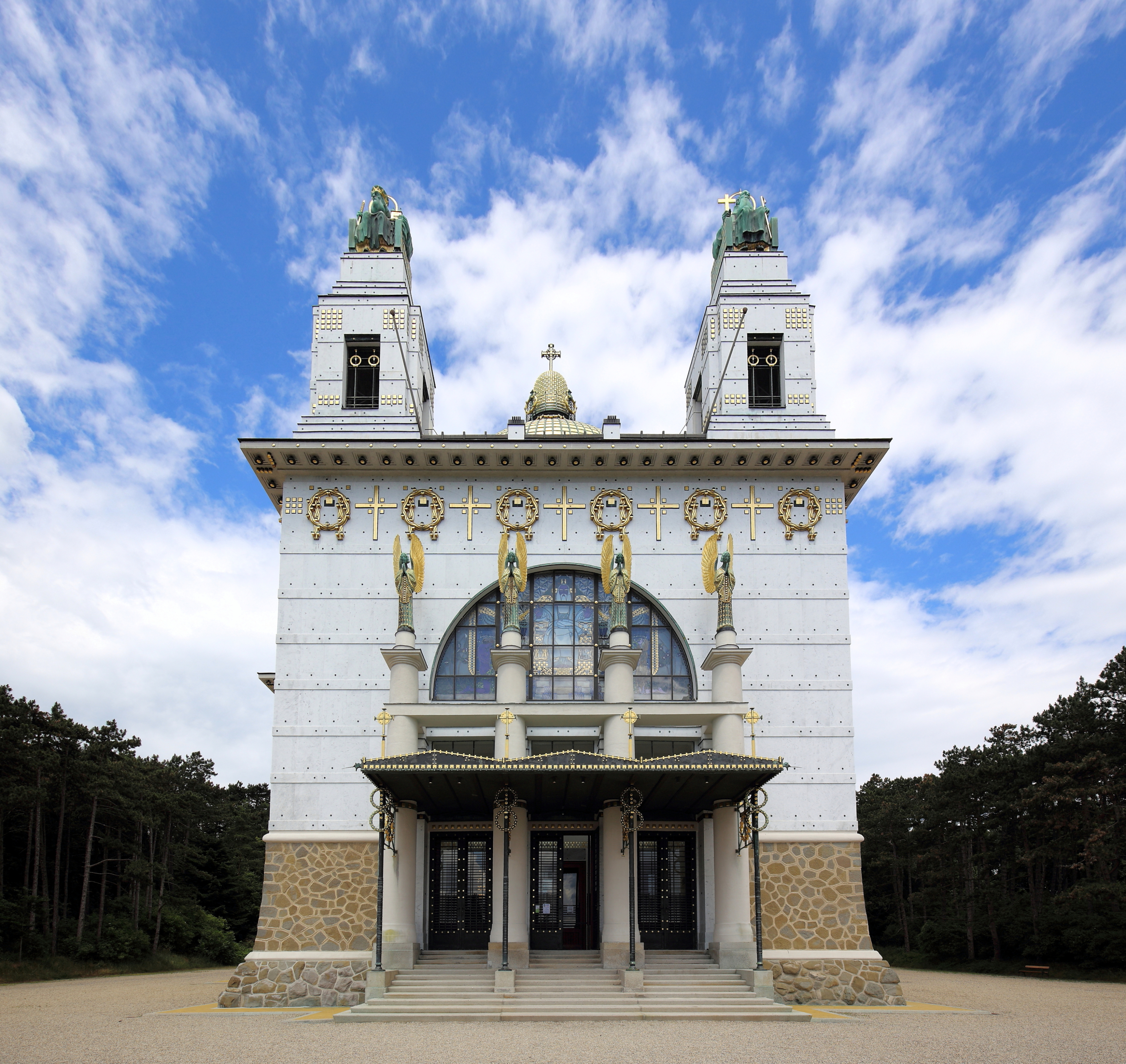
Церква в Штайнгофі ; Вважається найважливішою сакральною спорудою віденського модернізму у Відні

## Філософія, психологія, соціальні та природничі науки
Ернст Мах прославив себе як філософ, фізик та теоретик науки. Людвіг Вітґенштайн зробив значний внесок у аналітичну філософію та філософію мови . Серед інших філософів були Людвиґ Больцман, Франц Брентано, Рудольф Карнап, Едмунд Гуссерль, Алексіус Майнонґ, Карл Поппер і Моріц Шлік .
Ганс Кельзен і Антон Менґер — правознавці. Серед важливих економістів були Ойген фон Бем-Баверк, Фрідріх фон Гаєк, Карл Менґер, Людвиґ фон Мізес і Йозеф Шумпетер .
Зиґмунд Фройд зробив революцію в психології, заснувавши психоаналіз . У 1899 році він опублікував своє знамените «Тлумачення снів».
Серед математиків Курт Ґьодель, Ганс Ган, Карл Менґер і Ріхард фон Мізес .

## Образотворче мистецтво
Мистецька творчість була зосереджена в асоціаціях Віденського Сецесіону та Віденських майстерень .
Трьома найвидатнішими та всесвітньо відомими художниками віденського модернізму є Густав Клімт ( модерн ), Оскар Кокошка та Егон Шіле (обидва експресіонізм ).
Отто Ваґнер і Адольф Лоос сформували архітектуру. Отто Вагнер написав текст під назвою «Сучасна архітектура» з 1895 року, в якому він проголосив завершеною добу домінування історизму (згадавши зокрема, будівлі на віденському бульварі Рінґштрассе в неогрецькому, неороманському та необароковому стилях). Він ще не вживав терміну «сучасність», говорив лише про необхідне пристосування архітектури до технічного прогресу.

## Література

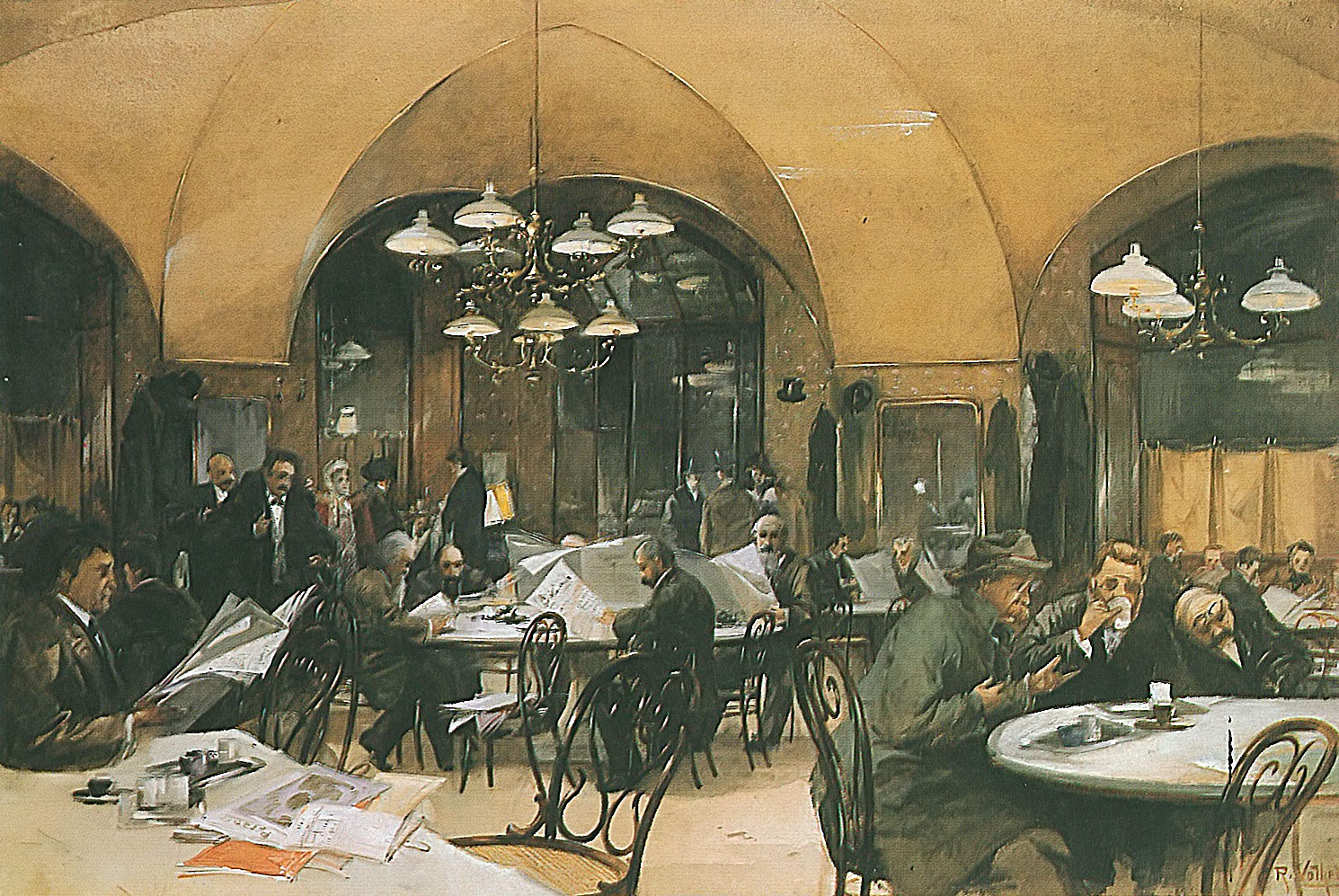
Кав'ярня «Ґрінштайдль» (Griensteidl) 1896

## Музика
Видатними композиторами були Альбан Берґ, Йоганнес Брамс, Антон Брукнер, Густав Малер, Арнольд Шьонберґ, Антон фон Веберн і Гуґо Вольф .